# Васьов Григорій Тимофійович
Григорій Тимофійович Васьов (1922—2004) — капітан Радянської Армії, полковник держбезпеки СРСР, учасник Другої світової війни, Герой Радянського Союзу (1945).

## Біографія
Григорій Тимофійович Васьов народився 24 грудня 1922 року в селищі Ново-Самарськ (нині — Абзеліловський район Башкортостану) в сім'ї селянина. Закінчив середню школу, проживав і працював у місті Магнітогорську Челябінської області. У 1940 році Васьов призваний на службу в Робітничо-селянську Червону Армію Магнітогорським міським військовим комісаріатом. У 1943 році Васьов закінчив Чкаловську військову авіаційну школу пілотів. У тому ж році Васев вступив до ВКП(б). З липня 1943 року — на фронтах Другої світової війни. До березня 1945 року гвардії старший лейтенант Григорій Васьов командував ланкою 165-го гвардійського штурмового авіаполку 10-ї гвардійської штурмової авіадивізії 17-ї повітряної армії 3-го Українського фронту.
За період участі у бойових діях з липня 1943 по березень 1945 року Васьов здійснив 143 бойових вильоти на штурмовику «Іл-2» на бомбометання, розвідку і штурмовку скупчень техніки і живої сили противника.
Указом Президії Верховної Ради СРСР від 18 серпня 1945 року за зразкове виконання бойових завдань командування і проявлені мужність і героїзм у боях з німецькими загарбниками гвардії старший лейтенант Григорій Васьов удостоєний високого звання Героя Радянського Союзу з врученням ордена Леніна і медалі «Золота Зірка» за номером 8830.
У 1946 році в званні капітана Васьов звільнений у запас. У 1947—1949 роках він перебував на комсомольській роботі в Магнітогорську, потім працював в органах державної безпеки СРСР, вийшовши у відставку в званні полковника. Проживав місті Єйську Краснодарського краю, помер 31 грудня 2004 року.
Також нагороджений трьома орденами Червоного Прапора, трьома орденами Вітчизняної війни 1-го ступеня, а також низкою медалей.